# Alzina del Quelàs
L'alzina del Quelàs és una alzina (Quercus ilex) a la que se li calcula una longevitat de més de 600 anys, convertint-la en l'arbre més vell de la comarca del Pla d'Urgell.
Fou declarat Arbre Monumental d'Interés Local l'any 2016 i s'està treballant per incloure'l a la Llista d'arbres monumentals de Catalunya.

## Dades descriptives
La base del tronc mesura 4,6 m de circumferència. A uns cinquanta centímetres de terra, el tronc principal es divideix en tres branques de 2,35 m de perímetre cada una. La capçada aconsegueix els 24 m, l'alçada és de 20 m i tot el voltant de l'arbre fa aproximadament, uns 120 m.

## Situació
Situada al cim d'un turó, on es divisa pràcticament tot el Pla d'Urgell. Es troba a pocs quilòmetres de Miralcamp, a prop de la Font del Tord i al capdamunt de l'embassament de la bòbila. Just al seu costat passa la carrerada, via antiga de comunicació pels vianants de ferradura que viatjaven de Barcelona a Saragossa.

## Curiositats
Segons conten els avantpassats, als voltants de l'any 1800, sota el seu recer hi reposà l'heroïna Agustina d'Aragó, en un viatge des de Fulleda (població natal dels seus pares) a Saragossa.
Tot i la seva ferma, majestuosa i viva presència, és més petita del que hauria de ser, car s'hi veuen branques grosses trencades pel vent i per alguns llenyataires furtius. En el seu temps de més esplendor, a la seva ombra, havia arribat a protegir del sol abrasador, fins a tres ramats de bestiar. Ha sobreviscut a moltes situacions de perill, com va passar el segle xviii que hi va haver una ordre que manava tallar tots els arbres dels camins reials i carrerades per lluitar contra els bandolers.